# کوین د یونگه
کوین د یونگه (انگلیسی: Kevin De Jonghe؛ زادهٔ ۴ دسامبر ۱۹۹۱ ‏(۳۳ سال)) دوچرخه‌سوار اهل بلژیک است.
از باشگاه‌هایی که در آن بازی کرده‌است می‌توان به اسپورت فلاندر-بالوزه اشاره کرد.